# Pontoosuc (Illinois)
Pontoosuc – wieś w stanie Illinois w hrabstwie Hancock w Stanach Zjednoczonych.